# Lotus Cars
 For alternative betydninger, se Lotus. (Se også artikler, som begynder med Lotus)
Lotus er en engelsk sportbilfabrikant. Lotus har tidligere haft hold i diverse motorsports klasser, f.eks. Formel 1 under navnet Team Lotus. Lotus er nok mest kendt for modellen Lotus Elise. Man kan kende Lotus modeller på deres meget markante design og deres meget sportige look. Lotus har altid været kendt for deres lave vægt og gode køreegenskaber. Lotus er opfundet af englænderen Colin Chapman.
Lotus har i mange år været aktiv i Formel 1 med forskellige motorer.

## Modeller
- Europa
- Elise
- Elise SC
- Esprit
- Exige
- Exige S
- Evora
- Elan
- Evora